# Tocane-Saint-Apre
 Tocane-Saint-Apre  (en occitano Sent Abre) es una población y comuna francesa, situada en la región de Aquitania, departamento de Dordoña, en el distrito de Périgueux y cantón de Montagrier.

## Demografía
| 1413 | 1359 | 1318 | 1376 | 1377 | 1484 |
| Para los censos de 1962 a 1999 la población legal corresponde a la población sin duplicidades (Fuente: INSEE [Consultar]) |      |      |      |      |      |